# サント＝マリー＝ラ＝メール
サント＝マリー＝ラ＝メール（Sainte-Marie-la-Mer、カタルーニャ語:Santa Maria la Mar）は、フランス、オクシタニー地域圏ピレネー＝オリアンタル県のコミューン。2017年2月7日のデクレにより、旧名称サント＝マリーからサント＝マリー＝ラ＝メールに変更された。

## 地理

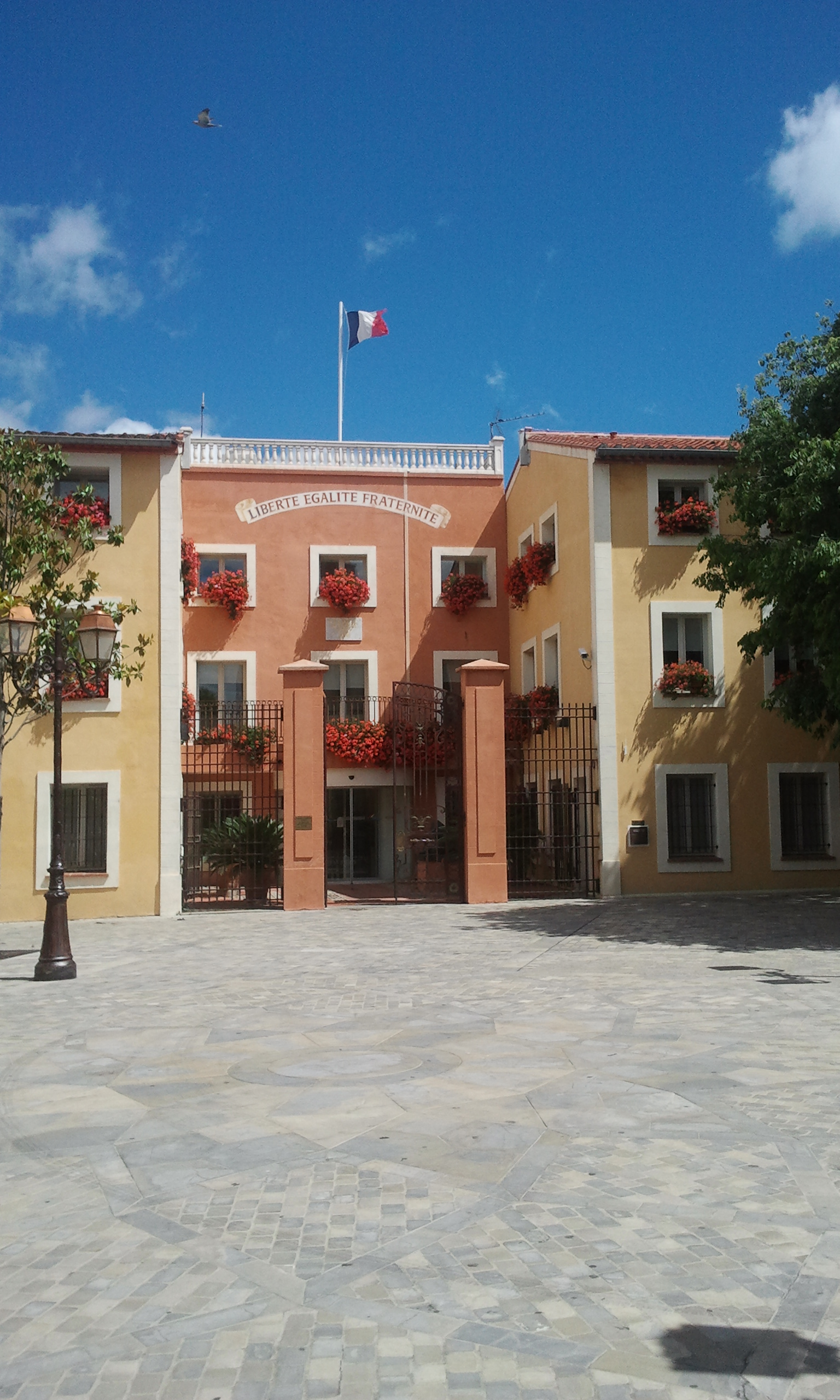
役所

サント＝マリーは2つの地区に分割される。サント＝マリーの村はペルピニャンの東約15kmのところにある。カネ＝タン＝ルシヨンの北3マイルの地点である。サント＝マリーの村はサント＝マリー教会を中心につくられていった歴史的な核である。サント＝マリー＝プラージュ地区は村から2km離れた地中海沿岸にある。この地区は、サン＝シプリアンとル・バルカレス間をつなぐ海岸沿いの県道81Aによって村から分離されている。

## 歴史
12世紀まで、2つの村が隣り合って共存していた。サント＝マリー＝ド＝パビラン村（Sainte-Marie-de-Pabirans）とサンタンドレ＝ド＝ビガラーヌ村（Saint-André-de-Bigaranes）である。1198年、アラゴン王ペドロ1世はカネ領主レーモン・ド・カネに、彼が選んだ2つの箇所のいずれかの防衛を強化することを許した。レーモンはパビランに要塞をつくることにした。このことがおそらく、今日では跡が残っているだけのサンタンドレが徐々に失われていった原因となった。パビランという地名は、徐々にサント＝マリーの名が受容されていったため失われた。

## 人口統計
| 1962年 | 1968年 | 1975年 | 1982年 | 1990年 | 1999年 | 2007年 | 2014年 |
| ------ | ------ | ------ | ------ | ------ | ------ | ------ | ------ |
| 876    | 975    | 931    | 1285   | 2171   | 3452   | 4145   | 4762   |

参照元:1962年から1999年までは複数コミューンに住所登録をする者の重複分を除いたもの。それ以降は当該コミューンの人口統計によるもの。1999年までEHESS/Cassini、2006年以降INSEE。

## 史跡

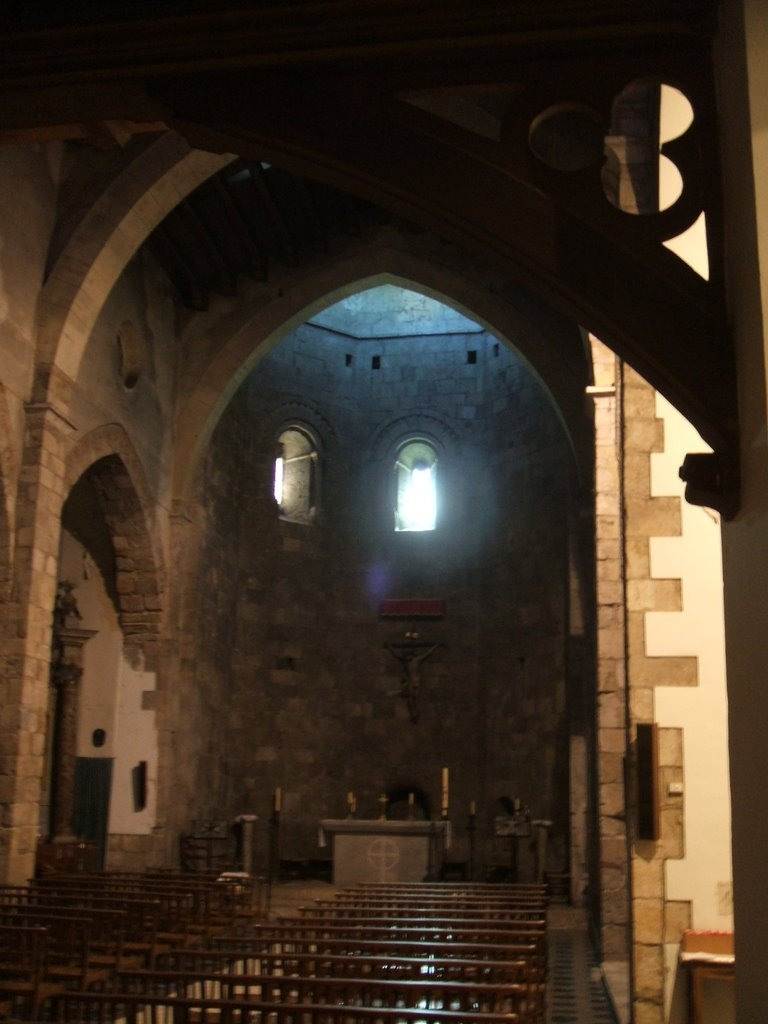
サント＝マリー教会

- サント＝マリー教会 - 創設は中世初期に遡る。現在の建物の最古の部分は12世紀か13世紀初頭のものである。五角形のかたちをし、後陣が要塞化されているのはロマネスク様式の名残である。